# Mosara apicalis
Mosara apicalis là một loài bướm đêm trong họ Noctuidae.